# 圆叶荚蒾
圆叶荚蒾（学名：Viburnum glomeratum sp. rotundifolium）为忍冬科荚蒾属下的一个亚种。